# Clickteam
Clickteam — французька компанія з виробництва програмного забезпечення, заснована в 1993 році Франсуа Ліоне (фр. François Lionet), Івом Ламуре (фр. Yves Lamoureux) і Франсісом Пуленом (фр. Francis Poulain) зі штаб-квартирою в Булонь-Біянкур, Франція.
Clickteam відома за створення програмного забезпечення Clickteam Fusion — грального рушія та редактора, у якому можна створювати двовимірні відеоігри без використання скриптів.

## Продукти

### Програмне забезпечення для розробки відеоігор
- Klik & Play (KnP) — спочатку створений Europress Software (Francois Lionet/Yves Lamoureux 1994)
- Click and Create (CnC) — пізніше перейменований в Multimedia Fusion Express.
- The Games Factory (TGF)
- The Games Factory 2 (TGF2)
- Multimedia Fusion (MMF)
- Multimedia Fusion 2 (MMF2)
- Clickteam Fusion 2.5 (CF2.5)

### Інші продукти
- Install Creator (раніше Install Maker)
- Patch Maker
- SynchronX
- Jamagic

## Використання програмного забезпечення
Гральні рушії компанії Clickteam неодноразово використовувалися для розроблення відеоігор, зокрема під час створення:
- I Wanna Be the Guy (2007)
- Серії відеоігор Five Nights at Freddy's (2014)
- Freedom Planet[en] (інді-гра 2014)[а 1]
- Baba Is You (2019)